# Novozalissea, Peatîhatkî
Novozalissea (în ucraineană Новозалісся) este un sat în comuna Palmîrivka din raionul Peatîhatkî, regiunea Dnipropetrovsk, Ucraina.

## Demografie
Componența lingvistică a localității Novozalissea
     Ucraineană (92,81%)
     Rusă (6,86%)
     Alte limbi (0,33%)
Conform recensământului din 2001, majoritatea populației localității Novozalissea era vorbitoare de ucraineană (92,81%), existând în minoritate și vorbitori de rusă (6,86%).